# 魔導書の司書
『魔導書の司書』（グリモワールのししょ、Librarian of Grimoire）は、2013年6月28日にアストロノーツ・アリアより発売された18禁のPC用アダルトゲーム。

## ストーリー
魔法で隆盛を極めたある都市の魔法図書館の地下には、グリモワールという魔導書があった。
その魔導書にはかつての戦争で大暴れした、ある好色な魔人が封印されていた。
その図書館の司書ミハイがグリモワールを知った矢先、その魔導書のページが何者かに盗まれるという事件が起きた。
賢者・メイナードの命令を受け、ミハイは知り合いたち、そしてグリモワール本人とともに事態の打開に動くのであった。

## 登場人物

### 主人公
ミハイ・ケイルマン
魔法図書館で司書をしている青年。体内に宿る魔力の量は多いが使いこなす才能がなく、魔法を使うときはグリモワールに身体を貸している。しかしその反面体力の消耗が激しく、異性との性行為によって体力を回復させる必要がある。

### メインキャラクター
グリモワール
魔導書に封印された好色な魔人。
ユーリス・エルメル
声 - ひむろゆり
貴族の令嬢で、街から出たことのない箱入り娘。国がグリモワールの力を借りた際、見返りとして差し出される"魅女"でもある。
クレハ・マルティン
声 - 草野恋花
ミハイに想いを寄せる魔法使い。
ルナ・シュレンダー
声 - 姫川あいり
義賊。
アルモディアス
声 - ヒマリ
魔族（サキュバス）の女性。愛称は「アルモ」。人間を魅了させるのに長けているが、ミハイには効いていない。グリモワールとは戦友で想いをアピールしてきたが、ことごとく一蹴されてきた。
テレサ・ノーウッド
声 - 桃井いちご
修道女。回復系の魔法を得意とするほか、怪力の持ち主でもある。

### サブキャラクター
セレナ
騎士大陸から来た戦闘のプロ。腕は確かだが頭が悪い。
ハースニール
声 - 鈴谷まや
権力闘争に巻き込まれて死亡した王族の少女の亡霊。ちょっと変わったぬいぐるみを持っている。
グリゼリア
アルモの知り合いである竜人族の姫君。
カナリア
声 - 鈴谷まや
人魚の少女。ある事件を機に海賊船の船長バルデスを慕っている。
ルミエル
研究熱心な魔法研究員で、クレハの知り合い。人を寄せ付けないようで心優しい人物。
メイナード
新米賢者。

## スタッフ
- キャラクターデザイン・原画 - 丸新
- シナリオ - ひらいでらく、後馬久人、JUN、玉沢円、ヤマガミユウ、夜野赤月、霧島へるん

## 批評
『BugBug』2013年9月号に本作のレビューが掲載された。主人公が魔道書と融合して魔人化したためにヒロインとエッチをして溜まった魔力を吐き出さなければならないという設定に対しては、ファンタジー世界とヒロインとのエッチの因果関係が違和感なく受け入れられると指摘され、ゲームの世界観にどっぷりと嵌り込めるとの感想が寄せられた。丸新が描くグラフィックに対しては、「丸新氏のエロCGをコンプリートするだけでも、本作はプレイする価値がある」と述べられた。
同誌のレビューでは、魔道書のページを回収する過程で発生するバトルシーンについて「かなり熱く激しく見応えのあるもの」と評された。バトルシーンはテキストによる情景描写に留まらず、効果音や画面のエフェクト、カットインCGも駆使して描写されるため、テンポよくバトルシーンが展開するためにマウスクリックがなかなか止まらなかったとコメントされた。レビュアーは「ファンタジーモノのバトルシーンで、ここまで熱くなれた作品には久しぶりに巡り会えた」との感想を述べた。
同誌にてレビュアーは、本作ではファンタジーストーリーとヒロインのエロさが絶妙のバランスでマッチしていると総評し、ファンタジー系のアダルトゲームを求めている人は絶対にプレイして損の無い作品だと述べた。